# Alternaria
Alternaria es un género de hongos ascomicetos. Las diferentes especies de este género son unos de los mayores patógenos de plantas.
Son conocidas comúnmente como alérgenos en los humanos, y, dentro de casa, pueden causar rinitis alérgica o reacciones de hipersensibilidad que, en ocasiones, pueden producir ataques de asma. Sus esporas son causantes de alergias, y, al igual que los pólenes, son transportadas por el aire hasta la nariz o bronquios del alérgico, causando la rinitis o asma. Existen esporas de Alternaria todo el año y, por lo tanto, causan patología alérgica perenne; aunque varíe la intensidad según las estaciones, suele haber más en primavera y verano.
También aparecen infrecuentemente entre las infecciones oportunistas en personas inmunodeprimidos, como por ejemplo, en personas afectadas por el sida.
Hay cuarenta y cuatro especies conocidas, pero puede haber cientos de ellas aún por descubrir. Son especies omnipresentes en el ambiente y parte fundamental en la flora de hongos en cualquier sitio. Son agentes activos en la descomposición.
Sus esporas están en suspensión en el aire, sobre el suelo, sobre los objetos y en el agua, tanto fuera, como dentro de casa. Las esporas se pueden distribuir de una en una, o en largas cadenas, y pueden crecer en colonias visibles, de color negro o gris.

## Importancia biológica
Al menos el 20 % de las pérdidas de la agricultura, están causadas por alguna especie de Alternaria, y muchos trastornos de salud en seres humanos pueden ser causados por estos hongos, que crecen en la piel y en las mucosas, en especial en el globo ocular, y en el tracto respiratorio.
Las alergias a estos hongos son comunes, pero las infecciones graves sólo son habituales en los pacientes inmunodeprimidos; sin embargo, las especies de este hongo, son productores de muchas sustancias tóxicas, y la mayoría de los efectos de estos compuestos tóxicos en humanos, animales o vegetales, aún no son muy conocidos.
Cuando se refieren a los trastornos causados por un hongo de este género, se emplean los términos alternariosis y alternariatoxicosis.
A pesar de la amenaza que suponen para los humanos muchas de las especies de la Alternaria, no todas son patógenas, y algunas han demostrado ser buenos agentes de biocontrol, o de control de plantas invasoras.

## Especies

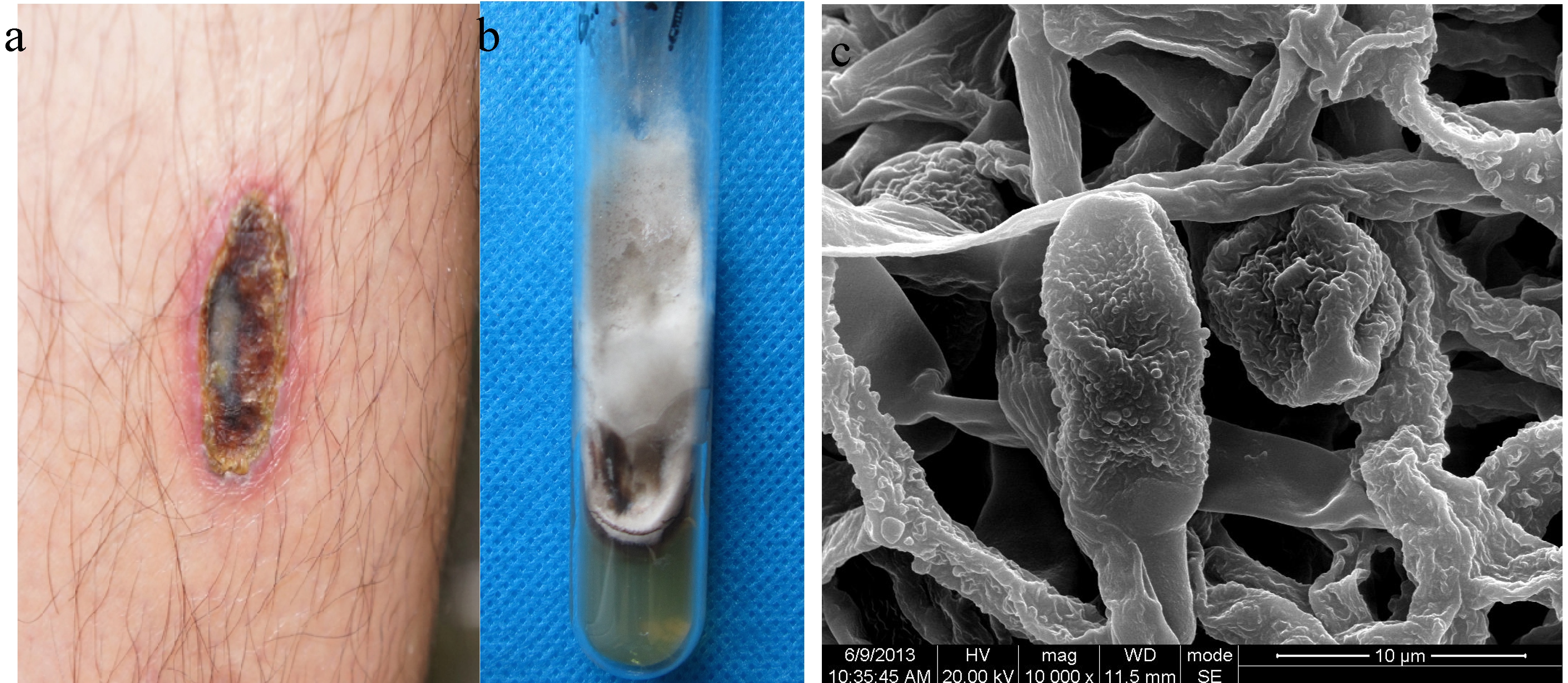
Hombre de 28 años de edad con alternariosis en su tibia causada por Alternaria arborescens y micrografía por electrones de su piel.

Como se ha dicho, sólo se conocen cuarenta y cuatro de los cientos de especies que pueden formar este género de hongos. Estas son algunas de las especies conocidas y que tienen consecuencias sobre plantas y animales comunes:
- Alternaria alternata - causa infecciones respiratorias en personas con sida, asma en personas con hipersensibilidad, y está relacionada con la rino-sinusitis crónica. También causa tizón temprano en la patata, y otras plantas.
- Alternaria arborescens - causa debilidad en el tallo del tomate.
- Alternaria arbusti - causa lesiones en la hoja de la conocdida pera asiática —o Nasi.
- Alternaria blumeae - causa lesiones en la blumea aurita.
- Alternaria brassicae - infecta muchos tipos de verduras, y a las rosas.[4]
- Alternaria brassicicola - Crece en la brassicaceae.
- Alternaria brunsii - causa tizón en el comino.
- Alternaria carotiincultae - causa tizón foliar en la zanahoria.
- Alternaria conjuncta - crece en la Pastinaca sativa —parecida a la zanahoria.
- Alternaria carthami.
- Alternaria dauci - crece en la zanahoria.
- Alternaria dianthi - causa enfermedades en el género Dianthus.
- Alternaria euphorbiicola - infecta los cultivos de col.
- Alternaria gaisen - causa las manchas en la pera.
- Alternaria infectoria - infecta el trigo.
- Alternaria japonica - infecta los cultivos de col.
- Alternaria molesta - puede causar lesiones en la piel de los phocoenidaes —una familia de cetáceos que incluye a las marsopas.
- Alternaria panax - causa tizón en el ginseng.
- Alternaria petroselini - causa tizón foliar en el perejil.
- Alternaria selini - causa la caída de la corona del perejil.
- Alternaria solani - causa tizón temprano en patatas y tomates.[5]
- Alternaria smyrnii - infecta el perejil, y el alexanders —hierba parecida al perejil y al apio.
- Alternaria tenuis.